# Eat Just
Ne doit pas être confondu avec Just Eat.
Eat Just, Inc. est une société privée siégeant à San Francisco, aux États-Unis. Elle développe et commercialise des alternatives végétales aux produits à base d’œufs, ainsi que de la viande cultivée. 
Eat Just a été fondée en 2011 par Josh Tetrick et Josh Balk, levant environ 120 millions de dollars en capital-risque initial et devenant en 2016 une « licorne » en dépassant une valorisation de 1 milliard de dollars. 
Elle a été impliquée dans des conflits médiatisés avec l'industrie traditionnelle des œufs. En décembre 2020, sa viande de poulet de culture est devenue la première viande cultivée à recevoir une approbation réglementaire à Singapour. Peu de temps après, la viande cultivée d'Eat Just a été vendue aux convives du restaurant 1880 de Singapour, marquant ainsi la première vente commerciale de viande cultivée au monde.